# Melody Hill
Melody Hill és una concentració de població designada pel cens dels Estats Units a l'estat d'Indiana. Segons el cens del 2000 tenia 3.066 habitants.

## Demografia
Segons el cens del 2000, Melody Hill tenia 3.066 habitants, 1.159 habitatges, i 935 famílies. La densitat de població era de 870,4 habitants/km².
Dels 1.159 habitatges en un 35,5% hi vivien nens de menys de 18 anys, en un 72% hi vivien parelles casades, en un 6,6% dones solteres, i en un 19,3% no eren unitats familiars. En el 16,7% dels habitatges hi vivien persones soles el 9% de les quals corresponia a persones de 65 anys o més que vivien soles. El nombre mitjà de persones vivint en cada habitatge era de 2,64 i el nombre mitjà de persones que vivien en cada família era de 2,97.
Per edats la població es repartia de la següent manera: un 26,1% tenia menys de 18 anys, un 5,2% entre 18 i 24, un 27,9% entre 25 i 44, un 25% de 45 a 60 i un 15,9% 65 anys o més.
L'edat mediana era de 40 anys. Per cada 100 dones de 18 o més anys hi havia 92 homes.
La renda mediana per habitatge era de 60.764 $ i la renda mediana per família de 62.000 $. Els homes tenien una renda mediana de 43.553 $ mentre que les dones 25.850 $. La renda per capita de la població era de 23.880 $. Entorn del 0,9% de les famílies i l'1,1% de la població estaven per davall del llindar de pobresa.

## Poblacions més properes
El següent diagrama mostra les poblacions més properes.